# Teodoryk Wielki

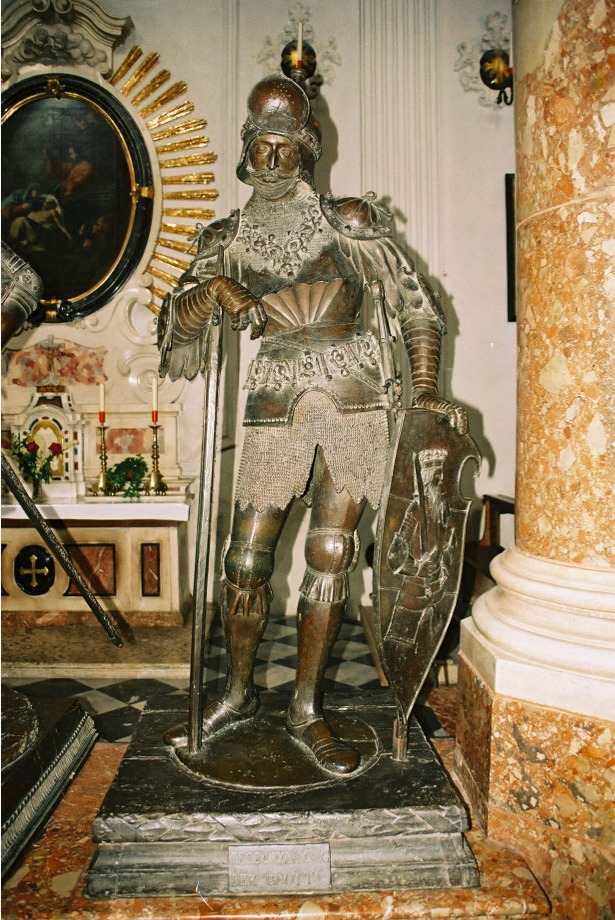
Statua Teodoryka Wielkiego, pochodząca z grobowca cesarza Maksymiliana I w kościele franciszkanów w Innsbrucku

Teodoryk, zwany Wielkim (goc. Þiudareiks, „Król ludów”; ur. 451/455, zm. 30 sierpnia 526) – król Ostrogotów z dynastii Amalów. Wychowywał się jako zakładnik na dworze cesarza w Konstantynopolu. Król od 471, otrzymał od Ostrogotów Mezję Górną. Po wojnie z Odoakrem (489-493) i likwidacji jego państwa, założył w Italii państwo ostrogockie, uznając nad sobą zwierzchnictwo Cesarstwa Wschodniego, w 498 ogłosił się niezależnym władcą.
Teodoryk Wielki należy do najpotężniejszych, a zarazem do najbardziej światłych władców wczesnego średniowiecza, dzięki popieraniu rozwoju nauki i sztuki oraz wybitnym zdolnościom organizacyjnym.

## Pochodzenie i młodość Teodoryka
Jak podaje legenda, Teodoryk urodził się około 455 r. na brzegach Jeziora Nezyderskiego niedaleko Carnuntum, kiedy to Hunowie zaatakowali Gotów wschodnich, ale zostali pokonani przez Walamira. Dzień, kiedy nadeszła wieść o zwycięstwie, był według legendy dniem narodzin późniejszego króla rzymskiego. Istnieje jednak i druga hipoteza co do narodzin Teodoryka. Współczesna nauka bliższa jest twierdzeniu, że Teodoryk urodził się już w 451 r. i że wieść o pokonaniu Hunów mogła dotyczyć także Gotów, bo byli oni sprzymierzeńcami Attyli, dlatego Kasjodor w dziele "Dzieje Gotów" (łac. "Origo Gothico") mógł przenieść datę urodzin, aby dotyczyła ona czasów zwycięskich dla plemienia amalskiego.
Teodoryk (łac. Flavius Theodoricus) był synem wodza plemiennego Tiudimera oraz Ereleuvy (Erelievy), która później przy chrzcie przyjęła imię Euzebia, i – jak sam twierdził – był Amalem. W 459 Walamir (brat Tiudimera oraz współwódz Ostrogotów) zdecydował się zaatakować wschodnie cesarstwo rzymskie, które zalegało z opłatami. Kiedy zdobyto stolicę Epiru, Dyrrachion, cesarz Leon I rozpoczął negocjacje pokojowe, które dawały Gotom 300 funtów złota rocznie. Musieli oni jednak wrócić do Panonii, a młody Teodoryk jako zakładnik musiał zamieszkać od 459 do około 469 roku w Konstantynopolu, gdzie odebrał typowe rzymskie wychowanie, ale nie posiadł nigdy sztuki kaligrafii, przez co uznawany był do końca życia za analfabetę.

## Rządy Teodoryka na wschodzie
Powróciwszy z Bizancjum, Teodoryk objął część państwa po śmierci wuja Walamira, podczas gdy ojciec Teodoryka został kolejnym królem ostrogockim. Po śmierci Tiudimera w 471 r. Teodoryk został jego następcą i poprowadził swój lud na nowe ziemie wprost do Mezji Dolnej, gdzie dochodziło do wrogich kontaktów z inną grupą Ostrogotów, kierowaną przez Teodoryka Strabona. W 484 r. po śmierci tego wodza udaje się mu zjednoczyć obie grupy żołnierzy wywodzących się z barbarzyńców. Następnie Teodoryk otrzymuje tytuł magister militum. Cztery lata później młody przywódca Ostrogotów osiąga porozumienie z cesarzem Zenonem i rezygnuje ze swoich aspiracji do podbicia Wschodu. Godzi się również dokonać najazdu na Italię. Niektóre źródła podają, że Teodoryk sam wystąpił z taką propozycją, o ile po pokonaniu Odoakra, który otwarcie wystąpił przeciw cesarzowi w 482 r., będzie mógł on osiąść tam ze swoim ludem. Zenon przystaje na zaproponowane warunki, a nawet czyni Teodoryka konsulem i uznaje go za swego syna.

## Wojna w Italii i rządy Teodoryka
Wojna została zapoczątkowana najazdem Teodoryka na Italię w roku 489 i trwała cztery lata, a większość tego czasu wypełniało przedłużające się oblężenie Rawenny. Teodoryk ogłosił się panem Włoch, ale Odoaker zdołał utrzymać się w dawnej stolicy cesarskiej aż do 493 r. Wtedy osiągnięto porozumienie co do podziału władzy. Jednak w niespełna dziesięć dni po tym, jak Teodoryk został wpuszczony do miasta, kazał zamordować Odoakra, a następnie jego żonę i syna oraz zwolenników w północnej Italii. Uratowało się tylko kilku rzymskich zwolenników upadłego reżimu, jak na przykład Kasjodor czy Liberiusz, którzy przeszli na stronę nowego władcy. Po tych zmianach i zastąpieniu wojska Odoakra przez Gotów Teodoryka (stali się armią Italii utrzymywaną z podatków ściąganych od rzymskich właścicieli ziemskich w wysokości trzeciej części ich dochodów), rozpoczęło się nowe królestwo germańskie, a Teodoryk stał się, jak podają oficjalne dokumenty, królem zarówno Rzymian, jak i barbarzyńców italskich. Jego władza miała jednak pewne ograniczenia. Mógł wydawać edykty, ale nie mógł nadawać obywatelstwa rzymskiego ani mianować konsulów bez uprzedniego potwierdzenia cesarza; jego ludzie zaś nie mogli zawierać związków małżeńskich z Rzymianami i Rzymiankami.
Już na początku panowania w Italii Teodoryk porzucił ulubione skóry i futra, tak charakterystyczne dla władców germańskich, i otoczył swój tron i dwór przepychem w stylu Bizancjum, a sam nosił się w kolorze cesarskiej purpury. Znajomość obu dworów cesarskich pomagała mu w kontaktach z Rzymianami, a za pośrednictwem swego urzędu realizował oczekiwania ludu w zakresie ciągłości struktur państwowych. Podjął się także restaurowania starych i zniszczonych budowli oraz budowy nowych, chcąc w ten sposób kontynuować to, co zaczął Odoaker, tyle że na dużo większą skalę. Na przykład budował i remontował akwedukty, łaźnie publiczne, mury miejskie i pałacowe w większych miastach italskich, jak Rzym, Rawenna, Werona czy Pawia.

## Polityka wewnętrzna
Teodoryk przywrócił starą tradycję cesarską rozdawnictwa zboża biedocie rzymskiej oraz reaktywował niezwykle popularne i zarazem bardzo kosztowne igrzyska cyrkowe. Najwspanialsze z nich było prawdopodobnie zorganizowane w Rzymie w 500 roku dla upamiętnienia wizyty Teodoryka w tym mieście. Podczas tej wizyty przeżywał on zapewne po raz ostatni adventus, czyli uroczysty i szczegółowo opracowany ceremoniał rzymski, realizowany z okazji przybycia cesarza do miasta. Na pamiątkę tego wydarzenia wybito specjalny medal oraz monetę z napisem Rex Theodericvs Pivs Princis. Twarz władcy przedstawiona jest tam na modłę antyczną, frontalnie, a otaczają ją bardzo gęste włosy na końcu zawinięte w loki. Król nosi pancerz, a na nim płaszcz spięty fibulą na lewym ramieniu. W ręce trzyma posążek Wiktorii stojącej na kuli.
Na początku VI w. Teodoryk ogłosił Edykt, składający się z 154 reguł i przepisów. Z jednym lub dwoma wyjątkami nie były to nowe prawa, lecz skrótowo przedstawione prawo rzymskie, napisane językiem prostym i zrozumiałym. Edykt był niejako podręcznikiem wydanym dla sędziów i obejmował sprawy, które – zdaniem króla – najczęściej toczyły się przed sądami. Od tej chwili Goci stali się podmiotami prawa rzymskiego, ale nie sędziami rzymskimi. W Edykcie nie było też wzmianki o uznaniu ich własnych zwyczajów i świąt. Było to wyrazem pewnych niespójności w polityce Teodoryka, który starał się utrzymać odrębność Gotów i Rzymian i nie dopuścić do asymilacji obu nacji.
Na początku swego panowania król był bardzo tolerancyjny. Przejawiało się to również w kwestii wiary. Teodoryk starał się nie dopuścić do prześladowań religijnych i podkreślał to w swych listach nominacyjnych i innych dokumentach. Rzymianie byli katolikami, a Goci arianami. Gotów i Rzymian różnił również język. Ci pierwsi w połowie VI wieku mieli zarówno formę ustną, jak i pisemną swojego języka, używaną w celach świeckich oraz religijnych. Język Rzymian był natomiast ujednolicony. Większość pozostałych różnic koncentrowała się wokół prawa i gospodarki.
Raz do roku wojownicy udawali się do Rawenny, gdzie rezydował król, aby otrzymać pieniądze z jego rąk. Przy tej okazji Teodoryk osobiście dokonywał oceny swych wojsk. Żołnierze w służbie czynnej otrzymywali swoje racje bądź w naturze, bądź w formie ekwiwalentu pieniężnego. Ostrogoci za panowania Teodoryka wiedli więc zupełnie inne życie, niż ich przodkowie pod władzą Hunów.

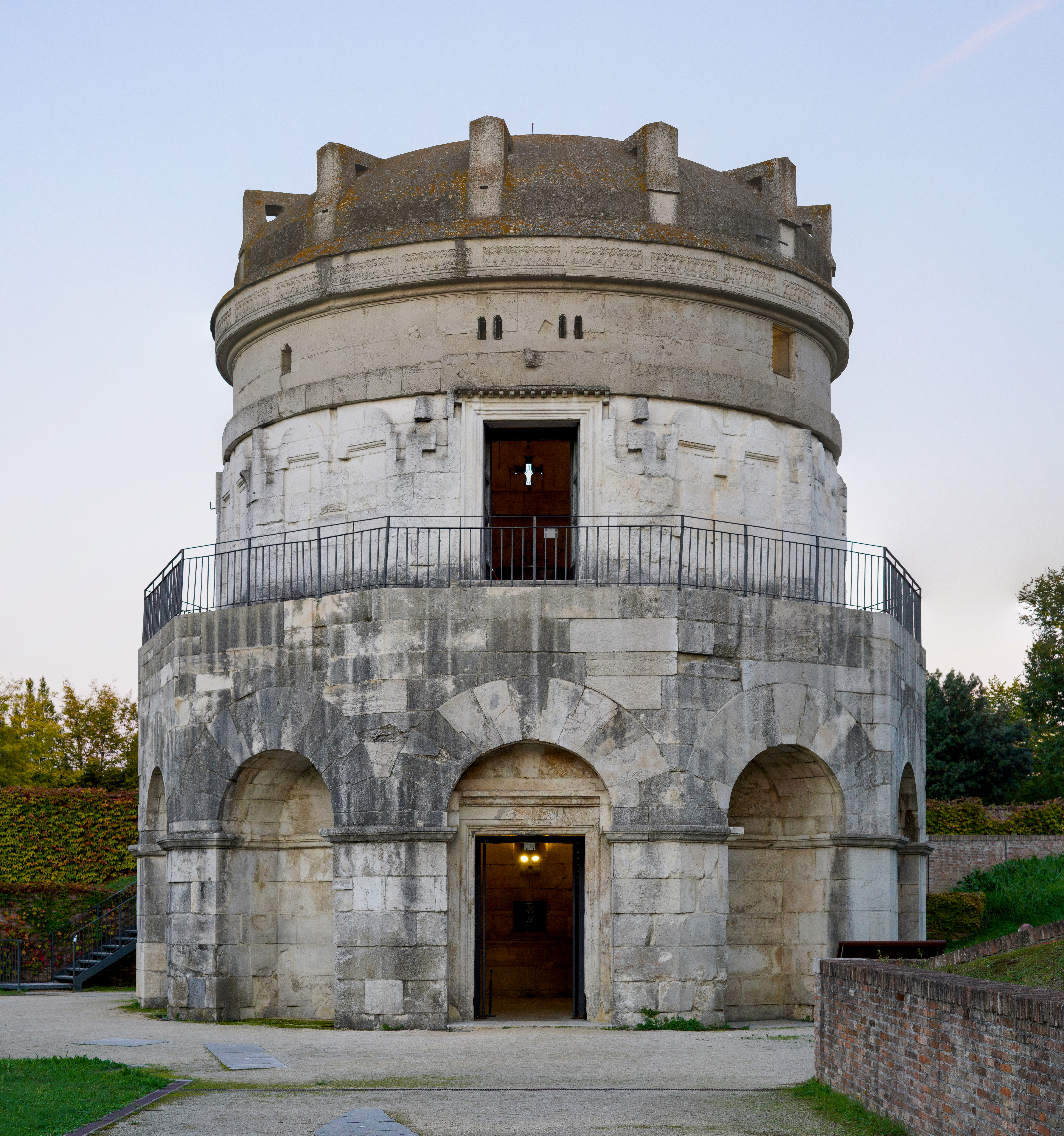
Mauzoleum Teodoryka w Rawennie

## Polityka zewnętrzna i jej skutki w państwie
W latach 507-526 jako regent Teodoryk panował również nad Wizygotami. Po śmierci Anastazjusza w roku 518 senat wybrał na cesarza kandydata wysuniętego przez gwardię, oficera Justyna. Był on wyznania chalcedońskiego i potępiał innowierców. Rychło zresztą ujawnił się nowy konflikt Wschodu z Rawenną o podłożu wyznaniowym. Teodoryk obawiał się represji zwłaszcza po tym, jak grono senatorów wezwało Justyna do obalenia rządów króla Gotów. Policja gocka zdołała jednak przechwycić listy kompromitujące spiskowców, a Boecjusz, ówczesny magister officiorum w rządzie raweńskim, który zaciekle bronił pochwyconych, został uwięziony i po długim procesie skazany na śmierć w roku 524. Taki sam los spotkał jego teścia, głowę senatu, Symmachusa, który głośno wyrażał swoje niezadowolenie i oburzenie na bezwzględność władcy.

## Śmierć Teodoryka Wielkiego
Teodoryk umarł 30 sierpnia 526 roku i został pochowany w mauzoleum w Rawennie.